# Переяславско княжество
Переяславското княжество е политическо обединение, част от състава на Древните руски държави, съществувало в периода от 1054 до 1239 г. Простирало се е на изток от левия бряг на река Днепър, в басейна на неговите леви притоци – Трубиж, Супой, Сула и Псьол. На север се е простирало до долината на река Сейм (ляв приток на Десна), на югоизток е достигало до реките Ворскла и Орел, а на изток – до горното течение на река Северски Донец. Център на княжеството е бил град Переяславъл (днешния Переяслав Хмелницки).
Переяславското княжество е образувано през 1054 г. в съответствие със завещанието на великия киевски княз Ярослав I Владимирович Мъдри, като негов първи владетел става княз Всеволод I Ярославович, пети син на Ярослав I Владимирович Мъдри (1054 – 1073), който съхранил своя контрол над него до 1093 г.
В края на 12-ти век, южните съседи на княжеството – куманите (половците), активизират своите набези към княжеството, което, заедно с военните действия в хода на княжеските междуусобици в Южна Русия, довежда до масово преселение на населението от Переяславското княжество. През 1185 г. хан Кончак обсажда столицата на княжеството, но благодарение на смелостта и умелите действия на княз Владимир Глебович, градът не е превзет. През 1239 г., по време на монголо-татарските нашествия, Переяславското княжество е разгромено, а на 3 март град Переяславъл е превзет и опожарен. След тази дата княжеството престава да съществува и неговата територия е включена в пределите на монголското ханство Златна орда.

## Князе на Переяславското княжество (1054 – 1239)
- Всеволод I Ярославович (1030 – 13.4.1093) (1054 – 1073), пети син на Ярослав I Владимирович Мъдри, княз ростово-суздалски (1054 – 1066), княз черниговски (1073 – 1076; 1077 – 1078), велик княз киевски (1077; 1078 – 1093), княз тмутаракански (1079 – 1081)
- Ростислав Всеволодович (1070 – 26.5.1093) (1078 – 1093), втори син на Всеволод I Ярославович
- Владимир II Всеволодович Мономах (1053 – 19.5.1125) (1094 – 1113), първи син на Всеволод I Ярославович, княз ростовски (1066 – 1073), княз смоленски (1073 – 1078), княз черниговски (1077; 1077 – 1078), велик киевски княз (1113 – 1125)
- Светослав Владимирович (†16.3.1114) (1113 – 1114), четвърти син на Владимир II Всеволодович Мономах, княз смоленски (1096 – 1113), княз новгородски (1113 – 1114)
- Ярополк II Владимирович (ок. 1079 – 18.2.1139) (1114 – 1132), трети син на Владимир II Всеволодович Мономах, велик киевски княз (1132 – 1139)
- Всеволод Мстиславович (†11.2.1138) (1132 – 1133), първи син на Мстислав I Велики, княз новгородски (1117 – 1132; 1132 – 1136), княз псковски (1136 – 1138)
- Изяслав II Мстиславович (ок. 1097 – 13.11.1154) (1132; 1142 – 1146), втори син на Мстислав I Велики, княз полоцки (1129 – 1132), княз туровски (1132 – 1134), княз владимиро-волински (1135 – 1141; 1149 – 1151), велик киевски княз (1146 – 1149; 1150; 1151 – 1154)
- Вячеслав Владимирович (1083 – 1154) (1132 – 1134; 1142), пети син на Владимир II Всеволодович Мономах, княз смоленски (1113 – 1125), княз турово-пински (1125 – 1132; 1134 – 1142; 1142 – 1146), велик киевски княз (1139; 1151 – 1154)
- Юрий I Долгорукий (ок. 1091 – 15.5.1157) (1135), шести син на Владимир II Всеволодович Мономах, княз ростово-суздалски (1096 – 1149), велик киевски княз (1149 – 1150; 1150 – 1151; 1154 – 1157)
- Андрей Владимирович Добрия (11.7.1102 – 22.1.1142) (1135 – 1141), осми син на Владимир II Всеволодович Мономах, княз владимиро-волински (1119 – 1135)
- Владимир Андреевич (†28.1.1171) (1146), син на Андрей Владимирович Добрия
- Мстислав II Изяславович (†13.2.1172) (1146 – 1149; 1151 – 1155), първи син на Изяслав II Мстиславович, княз владимиро-волински (1158 – 1159; 1160 – 1168), велик киевски княз (1167 – 1169; 1170)
- Ростислав Юриевич (†6.4.1151) (1149 – 1151), първи син на Юрий I Долгорукий, княз новгородски (1138 – 1139; 1141)
- Глеб Юриевич (†20.1.1171) (1155 – 1169), шести син на Юрий I Долгорукий, велик киевски княз (1169 – 1170; 1170 – 1171)
- Владимир Глебович (1157 – 18.4.1187) (1169 – 1187), син на Глеб Юриевич
- Ярослав Мстиславович Червения (†1199) (1187 – 1199), внук на Юрий I Долгорукий
- Ярослав II Всеволодович (8.2.1191 – 30.9.1246) (1201 – 1206), трети син на Всеволод III Юриевич Голямото гнездо, княз переяслав-залески (1208; 1212 – 1238), княз рязански (1209 – 1212), княз новгородски (1215; 1221 – 1223; 1224 – 1228; 1230 – 1236), велик киевски княз (1236; 1238; 1243 – 1246), княз владимиро-суздалски (1238 – 1246)
- Михаил Всеволодович (1179 – 30.9.1246) (1206), син на Всеволод Светославович Черемни, княз черниговски (1223 – 1224; 1225 – 1229; 1229 – 1235; 1243 – 1246), княз новгородски (1224; 1229), княз галицки (1235 – 1238), велик киевски княз (1235; 1238 – 1239; 1243 – 1246)
- Владимир IV Рюрикович (1187 – 3.3.1239) (1206 – 1213), втори син на Рюрик Ростиславович, княз смоленски (1213 – 1219), велик киевски княз (1223 – 1234; 1236 – 1238)
- Владимир-Дмитрий Всеволодович (25.10.1194 – 6.1.1229) (1213 – 1227), четвърти син на Всеволод III Юриевич Голямото гнездо, велик московски княз (1215 – 1217), княз стародубски (1217 – 1227)
- Всеволод Константинович (18.6.1210 – 4.3.1238) (1227 – 1228), внук на Всеволод III Юриевич Голямото гнездо, княз ярославски (1218 – 1238)
- Светослав III Всеволодович (27.3.1196 – 3.2.1252) (1228 – 1238), пети син на Всеволод III Юриевич Голямото гнездо, княз новгородски (1200 – 1205; 1207 – 1210), княз юревски (1213 – 1228; 1248 – 1252), княз суздалски (1238 – 1246), княз владимиро-суздалски (1246 – 1248).[2][3][4][5]